# Maschwanden
Maschwanden ist eine politische Gemeinde im Bezirk Affoltern (älter: Knonauer Amt und Söiliamt) des Kantons Zürich in der Schweiz.

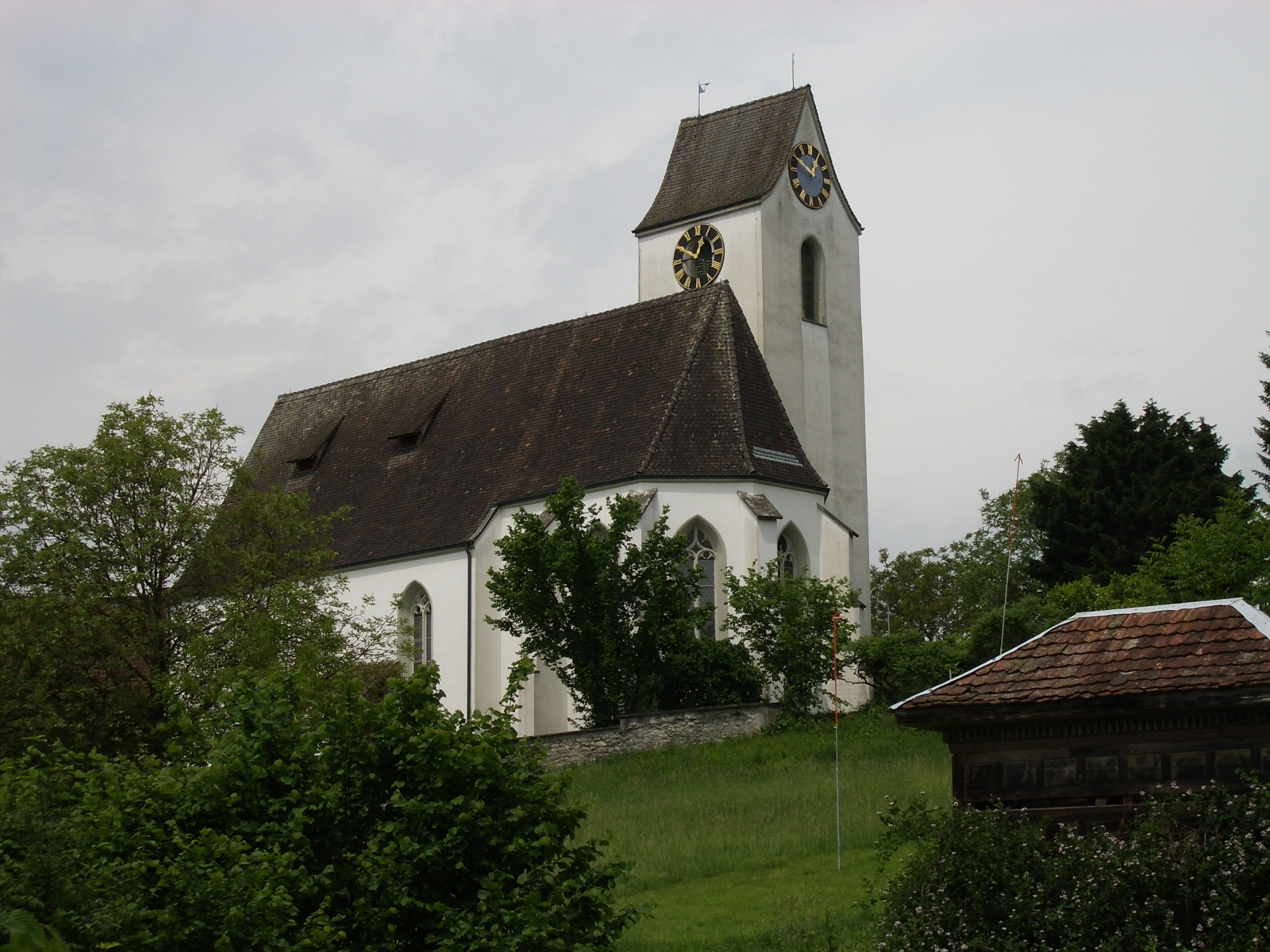
Reformierte Kirche von 1505

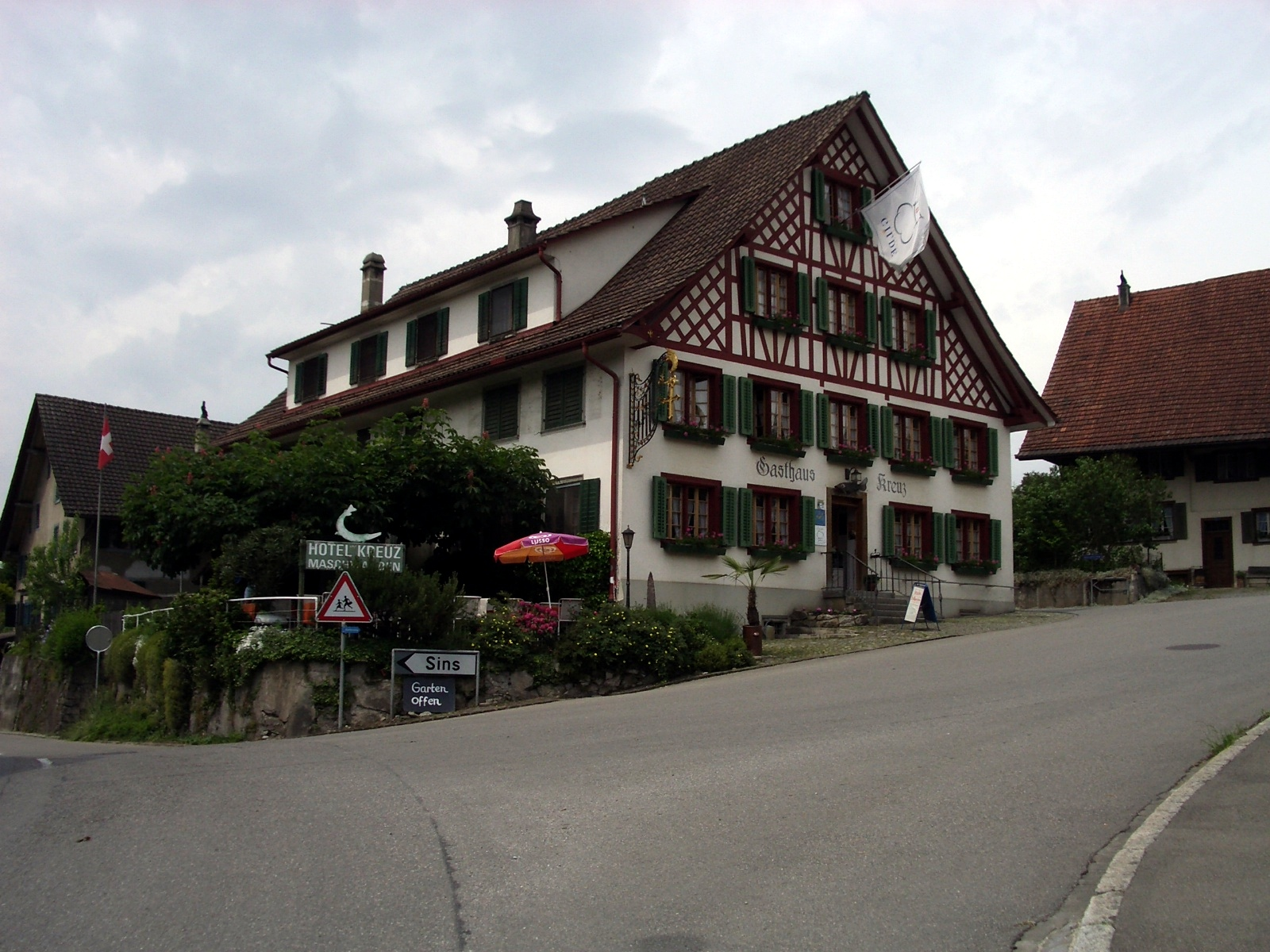
Gasthof «Kreuz» mit Tavernenrecht

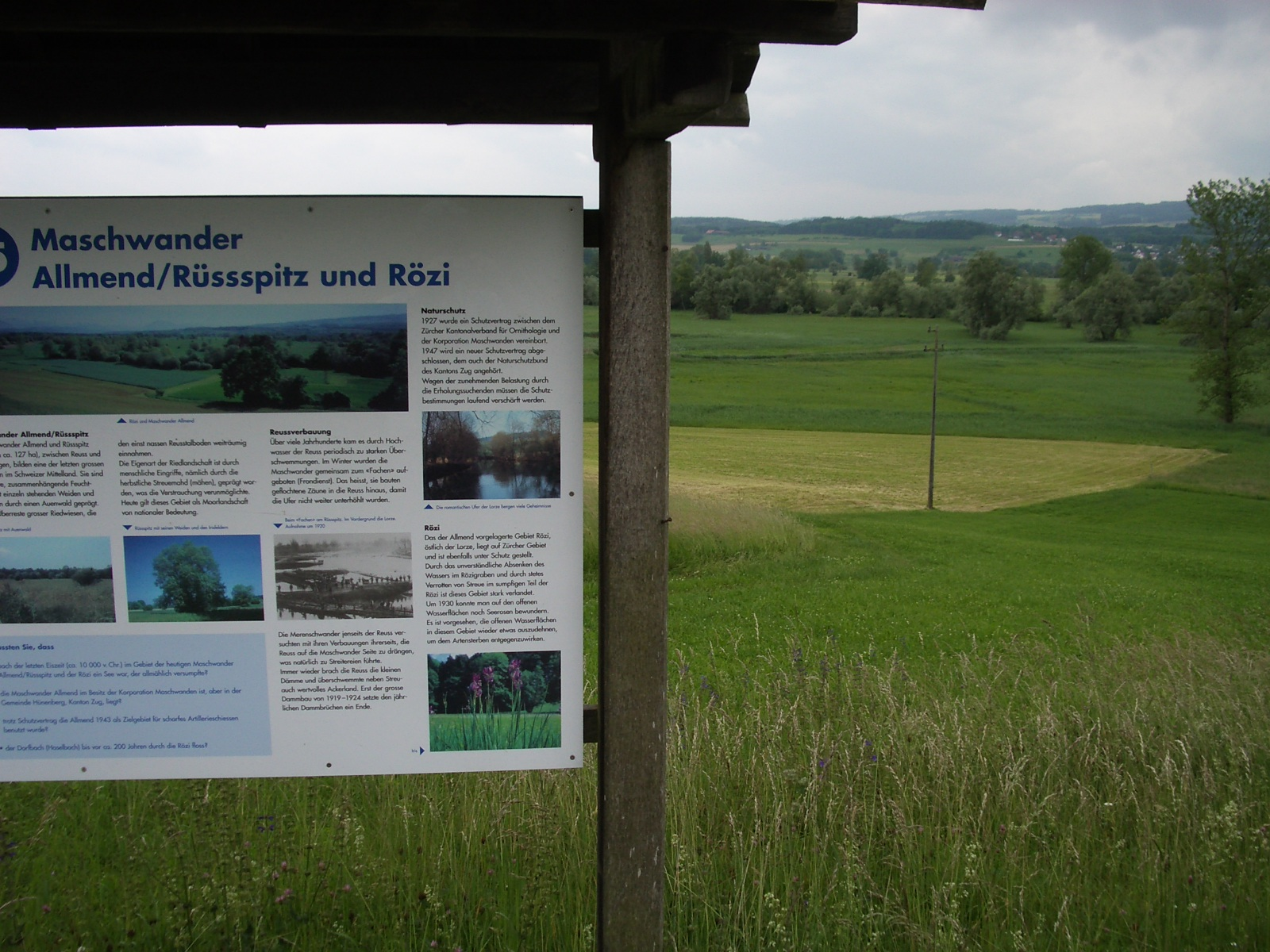
Naturschutzgebiet Maschwander Allmend

## Geographie

Luftbild (1947) von Werner Friedli

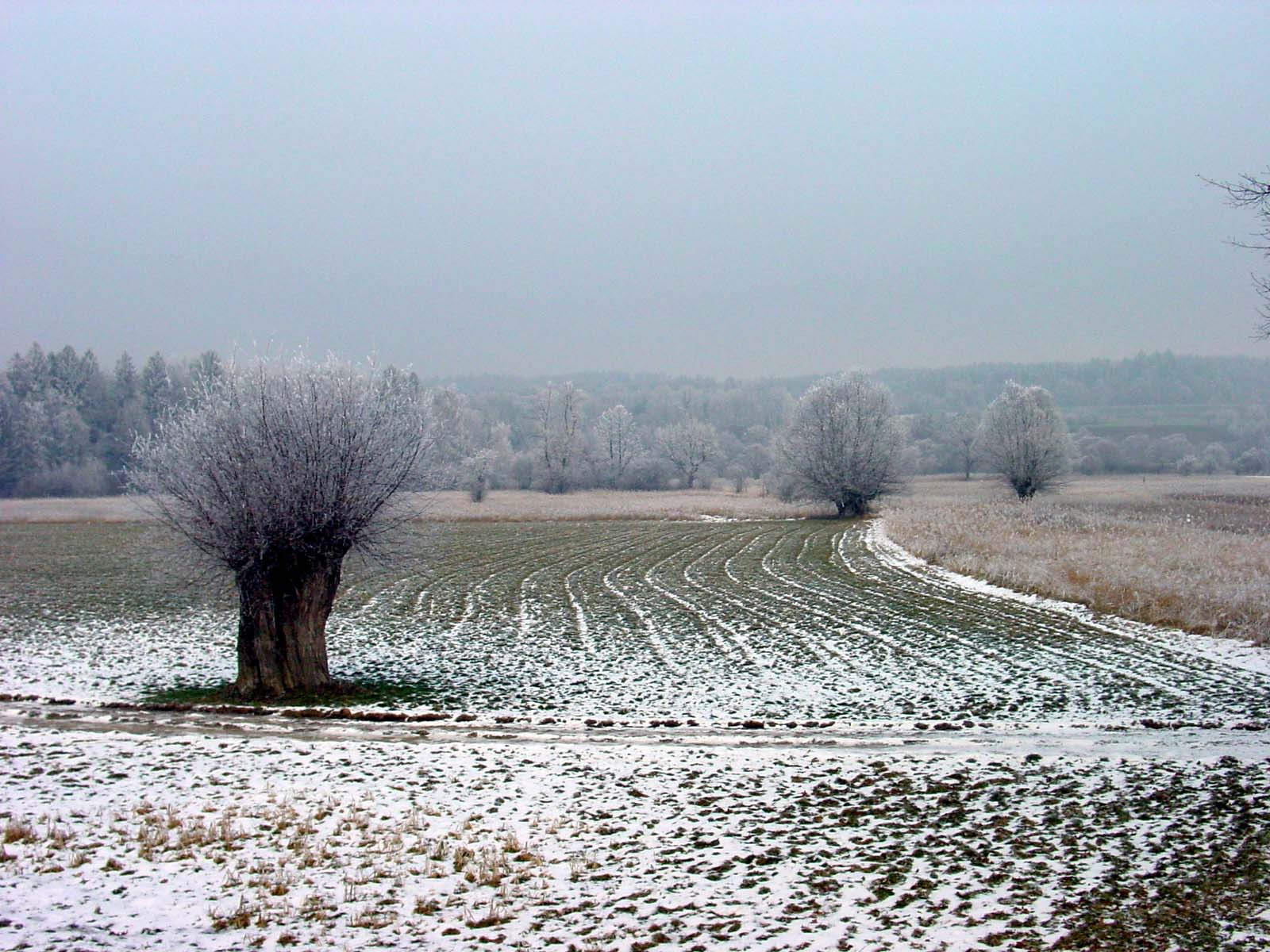
Flachmoorlandschaft «Maschwander Allmend» umfasst die flache Talaue beim Zusammenfluss von Reuss und Lorze (Rüssspitz, 2006)

Maschwanden liegt im äussersten Südwesten des Kantons Zürich am Rand der Reussebene in der Nähe der Mündung der Lorze in die Reuss. Im Westen der Gemeinde bildet die Lorze die natürliche Grenze zum Kanton Zug. Das Naturschutzgebiet Rüssspitz jenseits der Lorze gehört zur weitläufigen Gemeinde Hünenberg. Im Norden grenzt Maschwanden an die Gemeinde Obfelden, im Nordosten an Mettmenstetten, im Osten an Knonau und im Süden an die Gemeinde Cham im Kanton Zug.
Mit 4,68 km² ist Maschwanden die flächenmässig zweitkleinste Gemeinde des Bezirks Affoltern. Der Landwirtschaft dienen 58,5 % der Gemeindefläche, 23,5 % sind bewaldet, 3,4 % sind Verkehrsflächen, 5,3 % nimmt die Siedlungsfläche ein, 1,5 % sind Gewässer und 7,7 % unproduktive Fläche (Stand 2018).

## Geschichte
Maschwanden wird im ältesten Stiftungsbrief des Klosters Muri (um 1160 verfasst, in einer Kopie des 14. Jahrhunderts überliefert) in den Acta Murensia als Maswanden erstmals erwähnt. Gleichenorts gibt es eine weitere Nennung als Maswandon, die direkt auf eine Originalurkunde von 1189 zurückgehen dürfte. Die althochdeutsche Grundform könnte auf dem schwach deklinierten Personennamen Mano oder dem oberdeutschen Diminutiv Mani beruhen und ze Manin swanton bzw. ze Manines swanton geheissen haben («bei den Rodungen des Mano bzw. des Mani»). Ebenfalls gut vorstellbar wäre ein althochdeutsches Massin swanton, abgeleitet vom Personennamen Masso.
In einer Urkunde von 1260 ist Maschwanden als ein Burgstädtchen («in castro dicto Maswandon») bezeugt. Burg und Stadt Maschwanden waren fast gleich gross wie Regensberg. Es lag auf einem Hügel am Rand zum Sumpfgebiet bei der Lorze. Wie bei vielen solchen Städtchen bildeten die Aussenfassaden der Häuser die Ringmauer. Es gab einen Wehrturm, Sodbrunnen und Handwerksbetriebe wie Schmiede und Töpferei.
Die Stadt Maschwanden lag im Herrschaftsbereich der Freiherren von Eschenbach. Wegen ihrer Beteiligung am Königsmord an Albrecht I. wurde sie 1309 von den Habsburgern zerstört und nie wieder aufgebaut. Maschwanden kam unter habsburgische Herrschaft. Im Jahr 1406 erwarb die Stadt Zürich die Gerichtsherrschaft über das Maschwander Amt. Die Obervogtei Maschwanden-Freiamt wurde 1512 Teil der neu geschaffenen Landvogtei Knonau.
Schon vor der Zerstörung des Städtchens entstand nördlich und östlich davon das heutige Dorf Maschwanden mit der Mühle im Oberdorf und einem Gasthaus im Zentrum. Beim Bau der Dorfkirche im Jahr 1505 verwendete man Steine der ehemaligen Stadt und Burg wieder.
Der ehemalige Burghügel wurde im 19. und 20. Jahrhundert durch Kiesabbau vollständig abgetragen. Letzte archäologische Notgrabungen fanden 1934 statt. Die Gewinne aus dem gemeindeeigenen Kieswerk machten um 1890 ca. 20 % der Einnahmen der Gemeinde aus, die dadurch verschiedene sonst nicht realisierbare Projekte finanzieren konnte.

## Wappen
Blasonierung:
In Gold eine geschweifte, schwarze Spitze, belegt und beseitet von drei Planetenzeichen Erde (2, 1) in verwechselten Farben
Das Gemeindewappen wurde von der ehemaligen zürcherischen Vogtei Maschwanden im 16. Jh. benutzt.

## Bevölkerung
Mit 644 Einwohnern (Stand Ende 2022) ist Maschwanden die Gemeinde mit der kleinsten Bevölkerung im Bezirk Affoltern und eine der kleinsten Gemeinden im Kanton Zürich. Im Jahr 2000 war in Maschwanden immer noch annähernd ein Drittel der Bevölkerung im ersten Sektor beschäftigt. Der Leitspruch von Maschwanden lautet: «Wir wollen ein Bauerndorf bleiben.»
| Jahr | Einwohner |
| ---- | --------- |
| 1634 | 339       |
| 1786 | 507       |
| 1850 | 594       |
| 1900 | 493       |
| 1950 | 470       |
| 2000 | 574       |
| 2005 | 577       |
| 2010 | 612       |
| 2015 | 638       |
| 2020 | 636       |
| 2022 | 644       |

## Politik
Gemeindepräsident ad interim ist Ernst Humbel (parteilos, Stand 2023) nach dem vorzeitigen Rücktritt von Christian Bachmann (parteilos). Die Ersatzwahl findet am 3. März 2024 statt.
Bei der Nationalratswahl 2019 erreichten die Parteien folgende Wähleranteile:
SVP 44,52 %, SP 16,94 %, glp 12,29 %, Grüne 10,02 %, EVP 3,41 %, FDP 3,34 %, EDU 2,99 %, BDP 2,93 %, CVP 2,56 % und andere (8) 1,02 %.
Die Wähleranteile bei der Nationalratswahl 2023: SVP 36,40 % (−8,12 %), SP 18,49 % (+1,55 %), glp 12,52 % (+0,24 %), Die Mitte 8,09 % (+2,60 %), Grüne 7,78 % (−2,24 %), EVP 3,96 % (+0,55 %), Aufrecht Zürich 3,54 %, FDP 3,16 % (−0,18 %), Mass-Voll! 1,95 %, EDU 1,60 % (−1,38 %), DLA 1,38 % (+1,23 %), andere (9) 1,14 %.